# Акчурины
Акчурины (князь Акчурины, тат. Aqçurinnar, Акчуриннар) — татарский княжеский род. 
Род записан в VI часть родословных книг Пензенской, Саратовской и Уфимской губерний.

## Происхождение и история рода
Происходит от князя Акчуры Адашева, пожалованного княженьем над Конялскою мордвою в 1509 году. В грамоте царя Иоанна IV Васильевича (28 марта 1575), темниковский мурза Изекий Булашевич Акчурин назван князем. Потомки их, Акчурины, в царских жалованных грамотах и других официальных документах именовались князьями.
Василий, Божию милостию Государь Всеа Руссии и Великий Князь… Пожаловал есми князь Адашева сына Акчуру княжением на мордве на Конялской со всем, потому же как было то княжение за отцом его за князем за Адашем и за дядею за его за князем за Седехметом и вы сотник, да все земские люди черные, тое мордвы конялские, чтите его и слушайте во всем, а он вас ведает и судит и блюдет и пошлину емлет у вас по тому же, как вас ведал в суде и в пошлинах наперед того отец его князь Адаш и дядя его князь Седехмет. Писана на Москве 17 мая.
В грамоте того же времени упоминаются его сыновья Бараш, Булуш и Кудаш. От Кудаша, по всей вероятности, пошел род князей Кудашевых и Дашкиных. Его сын Булай Кудашев был пожалован княженьем в 1608. Другой внук князя Акчуры Ишей мурза Барашев был пожалован княженьем над конялской мордвой (1607), от него пошёл род князей Ишеевых.     
В XVII столетии князья Акчурины владели поместьями в Темниковском уезде. Семнадцать князей Акчуриных владели населёнными имениями (1699). 
Акчурины, но без титула князь, упоминаются в числе служилых татар, вёрстанных поместьями в Алексинском, Боровском и Рязанском уездах. 
Определением Правительствующего сената (15 февраля 1849, 16 мая 1850 и 24 марта 1851) утверждены в достоинстве татарских князей с внесением в VI часть дворянских родословных книг. 
Всего было занесено 19 ветвей рода Акчуриных:
1. Абдуль-Меняф Килеевич.
2. Кутлу-Ахмет и Шарафутдин Якупович.
3. Мухаметьгалий Абубакирович.
4. Ибрагим и Исмаил Юнусовичи.
5. Габбяся Юнусович и его сын Харряся.
6. Ильяс Юнусович и его сыновья: Искак и Якуп.
7. Бахтиар Аббакирович.
8. Мухаметьдиар Аббакирович и его сыновья Габдула и Шарафутдин.
9. Аюнь Сулейманович и его сыновья: Мухаметьдиар, Диньмухамет, Мухаметьрахим и внук его Сиразитдин Диньмухаметович.
10. Аддуллатиф Килеевич и сын его Токфетьулла и внук Габейдулла Токфетьуллович.
11. Абдулкафар Килеевич и его сын: Мухамет-Хасан и дочь Фарыза.
12. Абдулхапяи Килеевич и его сыновья:  Абдулмахмин, Геляутдин и Гаматидтин.
13. Мухаметьсафир, Шугаин, Идрис и Ильяс Абдульменяфовичи.
14. Бикмурза, Ханмурза и Мурзахай Бадашичи с сыном последнего Янтуром.
15. Девлетьша Юсупович и его сыновья: Гайнитдин, Зиганша, Гамадитдин и Земаметдин.
16. Ахметьша Юсупович и его сыновья: Нофтытдин и Хуснутдин.
17. Хасян Алеевич и его сыновья: Мухамедий, Ахмедий и Хисамутдин.
18. Якуп Ибраевич и его сыновья: Саляхитдин, Зейнитдин, Гайнитдин и Шагиахмет.
19. Гайнулла Ибраевич и его сыновья: Исхан, Ахсян и Мирас[3].

## Генетический паспорт
Исследование ДНК Y-хромосомы представителей князей Акчуриных, Кудашевых, Дашкиных и Кашаевых, имеющих общего предка по мужской линии (Беханиды), выявило у них гаплогруппу J2b2.